# USS Scorpion (SSN-589)
El USS Scorpion (SSN-589) fue un submarino con propulsión nuclear de la Armada de Estados Unidos de la clase Skipjack, y la sexta nave en tener dicho nombre. El Scorpion se perdió el 22 de mayo de 1968, y la tripulación de 99 hombres murió en el incidente. El USS Scorpion es uno de los dos submarinos nucleares de la marina de Estados Unidos que se han perdido, el primero fue el USS Thresher.
Fue uno de los cuatro submarinos perdidos en 1968; los otros fueron el submarino israelí Dakar, el submarino francés Minerve, y el submarino soviético K-129. El USS Scorpion es uno de los cuatro submarinos de la Armada de los Estados Unidos que se han perdido desde el final de la Segunda Guerra Mundial, los otros son el USS Cochino, el USS Stickleback y el USS Thresher.

## Historia
La quilla del USS Scorpion (SSN-589) se colocó dos veces. La primera vez el 1 de noviembre de 1957 en el astillero de Electric Boat, pero dos meses después, el 31 de diciembre, la Marina de los EE. UU. modificó el destino de ese casco, encargando al astillero construir la primera unidad del sistema de misiles Polaris, el USS George Washington (SSBN-598) cabeza de serie de la clase que llevaría su nombre. Así pues, el 20 de agosto de 1958, se puso una nueva quilla, que sería el SSN-589, que bajo el nombre de Scorpion se botó el 29 de diciembre de 1959.
El Scorpion fue incorporado al servicio activo el 29 de julio de 1960. Bajo el mando del comandante Norman Bassac, fue asignado al 6.º Escuadrón Submarino del 62.º Escuadrón en New London. En agosto de este año, comenzó operaciones de dos meses en aguas europeas, donde participó en las maniobras de la VI Flota y las flotas de otros países de la OTAN. Después de regresar a los Estados Unidos, operando desde New London y luego desde la base de Norfolk, el barco participó en el desarrollo de tácticas submarinas para submarinos nucleares. Actuando en ambos roles: el barco de "caza" y el barco contra el cual se llevan a cabo las actividades de ZOP, participó en ejercicios a lo largo de toda la costa este de los Estados Unidos, cerca de las Bermudas y Puerto Rico. A principios de la primavera y luego en el otoño de 1966, el "Scorpion" llevó a cabo operaciones especiales, por las cuales su comandante recibió la Medalla de Elogio de la Marina por "liderazgo sobresaliente, previsión y habilidades profesionales". Los premios "por logros sobresalientes" también fueron recibidos por otros oficiales de la unidad.

## Hundimiento
El USS Scorpion zarpó el 15 de febrero de 1968 hacia el Mediterráneo para realizar ejercicios de despliegue y observación en conjunto con fuerzas de la OTAN.  Inmediatamente antes de esta misión, el USS Scorpion había estado sujeto a un mantenimiento exhaustivo durante 4 meses y se habían efectuado reparaciones.
Terminados los ejercicios, el USS Scorpion se dirigió a su base en Norfolk (Virginia) ingresando al Atlántico desde la base naval de Rota (España). El 21 de mayo realizó su última transmisión estando a 80 km al suroeste de las Islas Azores, debía reportar cada 24 horas.  Eso no ocurrió y el 27 de mayo se declaró emergencia y una exhaustiva búsqueda aeronaval.

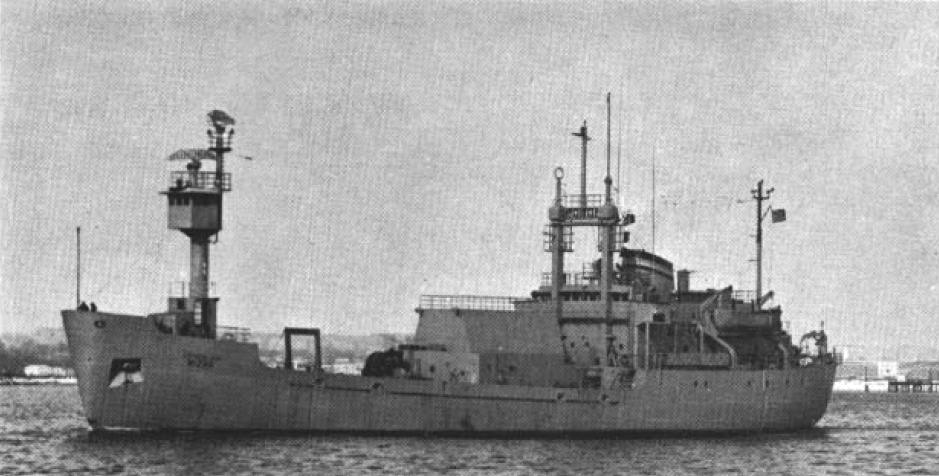
Buque oceanográfico USNS Mizar

El Scorpion fue declarado oficialmente perdido el 5 de junio de 1968 junto con los 99 miembros de su tripulación.
La búsqueda continuó por parte de la Armada y finalmente se obtuvo una pista desde una estación naval de las Islas Canarias que contaba con sistema de registro de hidroacústica. Emplearon los métodos de la teoría de búsqueda bayesiana , desarrollados inicialmente durante la búsqueda de una bomba de hidrógeno perdida frente a la costa de Palomares, España, en enero de 1966 en el incidente de Palomares. Un oficial estadounidense encontró en sus registros una anomalía hidroacústica que respondía al perfil de una implosión registrada el 22 de mayo a 400 km al suroeste de las Islas Azores y allí se concentró la búsqueda enviando a la zona al buque oceanográfico USNS Mizar.
Al principio la búsqueda no daba resultados, hasta que los dispositivos de profundidad de rastreo del USNS Mizar permitieron avistar los restos del USS Scorpion sobre el fondo oceánico y determinar que el USS Scorpion se había hundido en el Océano Atlántico a 470 km al suroeste de las islas Azores. Sus restos se encontraron a una profundidad de 3000 m en un talud abisal.
Las fotografías tomadas revelaron que el casco de presión se había partido por la mitad y deformado, su vela se había desprendido y que la sección quebrada de popa se había encajado al interior de la sección de proa como si intentara unirse ambas partes.
Las causas del siniestro nunca han sido esclarecidas y solo existen conjeturas, entre las cuales se incluye un enfrentamiento con un submarino soviético.
La marina de Estados Unidos inspeccionó el lugar en 1968, 1979 y 1986 y las muestras tomadas no mostraron evidencias de radioactividad.
El USS Scorpion es uno de los dos submarinos nucleares que ha perdido hasta la fecha la Armada estadounidense. El otro es el USS Thresher (SSN-593), que se hundió el 10 de abril de 1963 frente a las costas de Nueva Inglaterra.

Galería de imágenes de los restos del USS Scorpion (SSN-589)
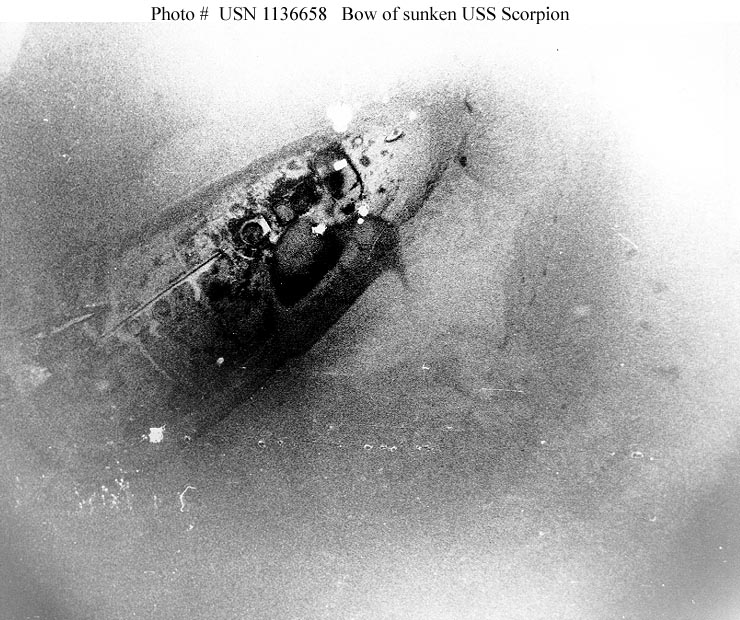
Vista de la proa en el fondo.
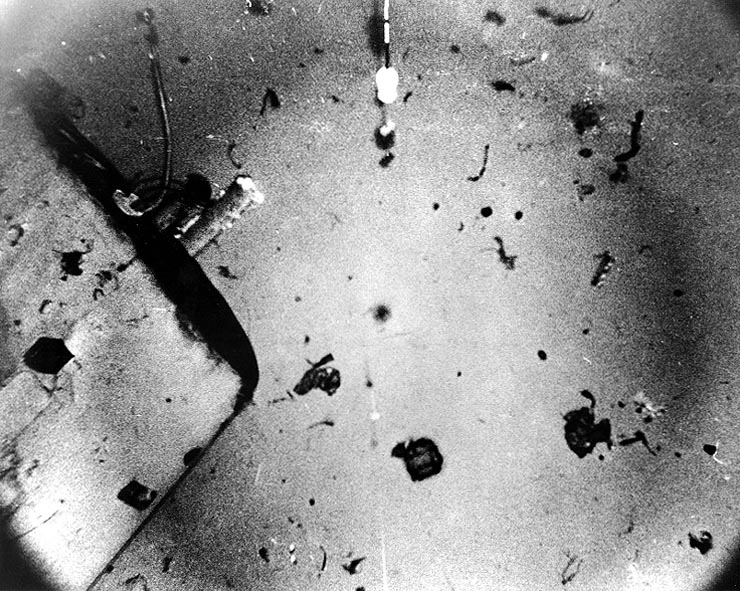
Vista parcial de la vela del USS Scorpion.
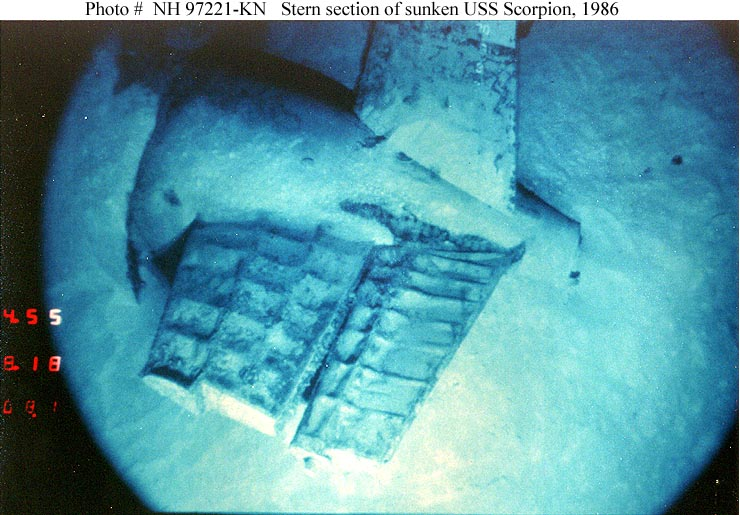
Vista de la sección de popa en el fondo.
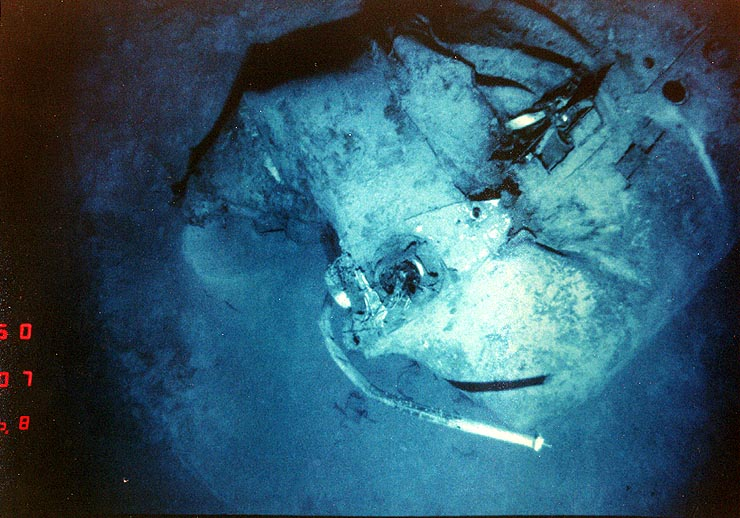
Vista del casco deformado y parte de su periscopio.

## Posibles causas del accidente
Después del accidente, se formó un comité de investigación compuesto por siete oficiales. El resultado de su investigación fue comunicado al público en un comunicado de prensa en enero de 1969, dejando en claro que no se podía determinar una causa exacta con base en la evidencia. No fue sino hasta 1993, cuando la administración Clinton publicó el informe completo, que la comisión de investigación consideró la posibilidad de que fuera golpeado por un torpedo; esta hipótesis solo se retuvo sobre la base de las declaraciones del comando de tecnología de armas de que una explosión de torpedo dentro del submarino era imposible. También se consideraron fugas de gas, incendios y otros fallos mecánicos. Desde el principio, la Marina negó categóricamente la posibilidad de que el Scorpion pudiera haber sido hundido por un submarino enemigo. Actualmente se admite que la causa más probable haya sido un incendio en una batería de torpedos que encendió la cabeza nuclear.

### Causa mecánica
Se considera relativamente improbable que un error mecánico a bordo pudiera haber provocado el naufragio. Las posibles causas incluyen fugas de gas, entrada de agua al casco de presión o incendio. Los rumores de fallos mecánicos fueron alimentados principalmente por el mal estado en que se encontraba el Scorpion antes del último viaje. Se dice que la profundidad máxima de inmersión se había limitado a 100 metros; del mismo modo, se dice que hubo solicitudes de transferencia en las que los peligros deberían haberse señalado. Unos meses antes de la última misión, se dice que se produjeron fuertes vibraciones durante una prueba de funcionamiento, que casi condujo al hundimiento del submarino. Se dice que la causa del error nunca se encontró.

### Mal funcionamiento de la unidad de eliminación de basura
Durante la investigación de 1968, el vicealmirante Arnold F. Shade declaró que creía que un mal funcionamiento de la unidad de eliminación de basura (TDU) fue el detonante del desastre. Shade teorizó que el submarino se inundó cuando se puso en funcionamiento al TDU a una profundidad de periscopio y que otros fallos posteriores de material o personal al tratar con las inundaciones inducidas por la TDU condujeron a la desaparición del submarino.

### Activación accidental de un torpedo
Durante mucho tiempo, la causa más probable del accidente fue la activación accidental de un torpedo, llamada carrera en caliente. Se activa un torpedo en el tubo del torpedo, la hélice comienza a girar. Para  desactivar el torpedo, el submarino debe girar 180 grados, después de lo cual el torpedo se desactivará automáticamente para evitar atacar su propia nave. Esto también explicaría por qué el Escorpión navegó hacia el este antes de la explosión.
Alternativamente, dado que la Armada descartó la posibilidad de que un torpedo pudiera explotar en el tubo, se supuso que se lanzó un torpedo después de una carrera en caliente y, a pesar de los dispositivos de seguridad existentes, podría haber atacado su nave.
Una de estas opciones es particularmente probable porque los torpedos Mark 37, de los cuales el Scorpion tenía 14 a bordo, eran conocidos por sus carreras en caliente. Además, un dispositivo de prueba para este tipo de torpedo se había utilizado incorrectamente varias veces, lo que provocó carreras en caliente. Combinado con el hecho de que muchos dispositivos son sometidos rutinariamente a pruebas de funcionamiento a bordo de un submarino en el camino a casa, una carrera caliente fue considerada la causa más probable por el comité de investigación.

### Explosión de una batería de torpedos
Una teoría posterior fue que un torpedo pudo haber explotado en el tubo, causado por un incendio incontrolable en la sala de torpedos. El libro publicado por periodistas del New York Times en 1998 Blind Man's Bluff documenta los hallazgos y la investigación del Dr. John Craven, quien supuso que una causa probable podría haber sido el sobrecalentamiento de una batería defectuosa. La batería de plata-zinc Mark 46 utilizada en el torpedo Mark 37 tenía tendencia a sobrecalentarse y, en casos extremos, podía provocar un incendio lo suficientemente fuerte como para causar una detonación de bajo orden de la cabeza nuclear. Si se hubiera producido una detonación de este tipo, podría haber abierto la gran escotilla de carga de torpedos del barco y haber causado la inundación y hundimiento del Scorpion. Sin embargo, aunque se sabe que las baterías Mark 46 generan tanto calor que las carcasas de los torpedos se ampollan, no se sabe que ninguna haya dañado un submarino o causado una explosión.
El Dr. John Craven menciona que no trabajó en el sistema de propulsión del torpedo Mark 37 y se dio cuenta de la posibilidad de una explosión de la batería solo veinte años después de la pérdida del Scorpion. En su libro La guerra silenciosa, relata haber realizado una simulación con el ex oficial ejecutivo del Scorpion, Teniente Comandante Robert Fountain, Jr. al mando del simulador. Se le dijo a Fountain que se dirigía a su casa a 18 nudos (33 km/h) a una profundidad de su elección, luego hubo una alarma de "torpedo en marcha". Fountain respondió con "timón completo derecho", un giro rápido que activaría un dispositivo de seguridad y evitaría que el torpedo se armara. Luego se introdujo una explosión en la sala de torpedos en la simulación. Fountain ordenó procedimientos de emergencia para sacar a la superficie la nave, dijo la Dra. Craven, "pero en lugar de eso continuó cayendo en picado, alcanzando la profundidad del colapso e implosionando en noventa segundos, un segundo antes del registro acústico del evento real".
Craven fue el científico jefe de la Oficina de Proyectos Especiales de la Armada, que tenía la responsabilidad administrativa del diseño, desarrollo, construcción, prueba operativa y evaluación y mantenimiento del Sistema de Misiles de Flota Polaris UGM-27. Craven había creído durante mucho tiempo que el Scorpion fue golpeado por su propio torpedo, pero revisó sus puntos de vista a mediados de la década de 1990 cuando se enteró de que los ingenieros probaban las baterías Mark 46 en Keyport, Washington, justo antes de la pérdida del Scorpion, dijo que las baterías gotearon electrolito y a veces se quemaron fuera de sus carcasas durante las pruebas de choque, calor y frío. Durante una prueba de vibración, la batería explotó sin previo aviso. Resultó que la membrana que bloquea el flujo del electrolito en la celda de energía y debería romperse por completo cuando se activa el torpedo, algo se había dañado debido a los movimientos y los productos químicos se mezclaban lentamente, lo que provocó la generación de calor y finalmente un incendio. Especialmente en el contexto de las vibraciones que se han producido a bordo del Scorpion. Uno de los ingenieros en el laboratorio donde ocurrió la explosión también dijo que recordaba haber escuchado en una conversación que el Scorpion tenía una batería del lote defectuoso a bordo. La advertencia sobre estas baterías se produjo unos días antes de que el Scorpion regresara a Norfolk. Aunque el fabricante de la batería fue acusado de construir baterías defectuosas, más tarde pudo probar con éxito que sus baterías no eran más propensas a fallar que las fabricadas por otros fabricantes.

### Disparo intencionado de torpedo defectuoso
Veinte años más tarde, Craven se enteró de que el submarino podría haber sido destruido por un "torpedo en marcha". Otros submarinos de la flota habían reemplazado sus baterías de torpedos defectuosas, pero la Marina quería que el Scorpion completara su misión primero. Si el Scorpion hubiera disparado un torpedo defectuoso, podría haber errado su objetivo y haberse vuelto para golpear al submarino que lo lanzó.

### Ataque de un submarino enemigo
Excluidos categóricamente de la Armada, hubo rumores frecuentes de que los soviéticos podrían ser responsables de la pérdida del Scorpion. Indicaciones de esto son sobre todo la participación del Scorpion en las operaciones del servicio secreto, que aún están sujetas a confidencialidad. En particular, el control de las actividades soviéticas unos días antes del hundimiento se da como una razón para hundirse, ya que se dice que el grupo incluyó un submarino de clase Echo. También se argumenta que mediante un helicóptero soviético, el Scorpion fue atraído primero con señales de sonar y luego torpedeado. Sin embargo, los informes estadounidenses publicados en la década de 1990 muestran que no hubo cambios en el patrón de despliegue del grupo durante o después de la presencia del Scorpion.
Los partidarios de esta teoría ven otra razón para un posible hundimiento del Scorpion en el accidente que ocurrió dos meses antes a bordo del submarino soviético de la clase Golf, el K-129 en el Pacífico (sobre este submarino fue planteado más tarde el Proyecto Azorian por la CIA). El gobierno de la URSS habló después del incidente de que el K-129 había sido hundido por submarinos de la Marina de los EE. UU. Siendo el Scorpion hundido en venganza. Tal especulación fue alimentada por declaraciones de oficiales navales rusos en la década de 1990 de que se había producido acuerdos entre oficiales de submarinos soviéticos y estadounidenses para no llevar a cabo investigaciones sobre la participación de la otra parte en ninguno de los casos.